# Джоя-дей-Марсі
Джоя-дей-Марсі (італ. Gioia dei Marsi) — муніципалітет в Італії, у регіоні Абруццо,  провінція Л'Аквіла.
Джоя-дей-Марсі розташована на відстані близько 100 км на схід від Рима, 55 км на південний схід від Л'Акуїли.
Населення — 2033 особи (2014).
Щорічний фестиваль відбувається 29 вересня. Покровитель — San Vincenzo.

## Демографія
Населення за роками:

Станом на 1 січня 2023 року в муніципалітеті офіційно проживало 237 іноземців з 13 країн, серед них 25 громадян країн Євросоюзу та 6 громадян України.

## Сусідні муніципалітети
- Бізенья
- Лечче-ней-Марсі
- Ортона-дей-Марсі
- Ортуккьо
- Пескассеролі
- Пешина